# Гросс-Фридрихсбург
Гросс-Фридрихсбург (нем. Groß Friedrichsburg), также Бранденбургский Золотой Берег и Прусский Золотой Берег — колония Бранденбурга в Центральной Африке, на побережье Гвинейского залива, существовавшая с 1683 по 1724 годы.

## История
1 января 1683 года майор Отто Фридрих фон дер Грёбен с фрегатами Morian и Chur Prinz высадился на побережье современной Ганы и начал строительство форта Большой Фридрихсбург (в Принсес-Таун). После переговоров с главами 14 местных племён был подписан договор, согласно которому они переходили под протекторат Бранденбурга. В следующие годы были построены также два форта (Доротея в Аквида и Louise), также небольшое укрепление возле Таккорари. Однако попытки продвинуться дальше вглубь континента были остановлены ожесточённым сопротивлением владевшей этим землями голландской колонии. Тем не менее, торговля драгоценными металлами и рабами процветала.
В 1718 году колония была продана голландской Вест-Индской компании. После отъезда из колонии последнего бранденбуржца, командование крепостью перенял Ян Конни (Jan Conny). Он отказался передавать крепость голландцам и до своей капитуляции в 1724 году успешно отражал все их атаки. В дальнейшем крепость под названием Форт-Голландия вошла в состав колонии Голландская Гвинея.